# ハージアリー・ラズマーラー
ハージアリー・ラズマーラー（ペルシア語: حاجی‌علی رزم‌آرا, ラテン文字転写: Ḥājjī ʻAlī Razmārā; 仏: Hadji Ali Razmara; 1901年3月30日 - 1951年3月7日）は、イランの軍人、政治家。1950年6月にレザー・シャーにより首相に任命され、在職中の1951年3月にイスラーム主義者のテロにより殺害された。著作に、自身の半生をつづった回顧録がある。

## 生涯
1901年にテヘランで生まれた。父は軍人、母はガージャール家の子女であった。ラズマーラー自身の弁によると、青い目と細面は母親譲りだという。両親がラズマーラーに付ける予定だった名前は「アリー」であったが、彼がイスラーム教の犠牲祭の頃に生まれたため「ハージアリー」と呼ばれることになった。「ハージ（ハーッジー）」は本来ならばムスリムの義務、大巡礼を果たした者に与えられる称号であるが、当時のイランでは、犠牲祭（ゴルバーン，イードル・アドハー）の時期に生まれた赤子の名前にも付加して、その誕生を祝福する習わしがあった。ラズマーラーは、イラン暦1280年ファルヴァルディーン月10日（西暦1901年3月30日，ヒジュラ暦1318年ズルヒッジャ月9日）に誕生した。
フランスのサン・シール陸軍士官学校を卒業し、イラン帝国軍に将校として務める。
1950年、皇帝より首相に任命されると、地方分権や地方議会の設置などの先進的な改革を行い、ハリー・トルーマン（アメリカ合衆国大統領）から発展途上国を支援するポイント・フォー・プログラムの実施を取り付けた。
しかし、公務員の削減や政府高官の解雇を推し進めたことなどにより、保守派やイラン共産党からの反発に遭う。また、積極的にアングロ・イラン石油に協力的で、イラン側が極端に不利な合意を結んだ。
在職中の1951年3月7日、シャーモスクにて暗殺される。享年49歳。